# Gérard Anaclet Vincent Encausse
Gérard Anaclet Vincent Encausse, poznatiji pod ezoterijskim pseudonimom Papus (La Coruña, 13. srpnja 1865. – Pariz, 25. listopada 1916.), francuski liječnik, hipnotizer i okultist te osnivač modernog Martinističkog Reda.
Rodio se u Španjolskoj, a 1868. preselio se s obitelji u Pariz. Godine 1885. počeo je pohađati medicinski fakultet i u to vrijeme često je boravio u francuskoj nacionalnoj knjižnici Bibliothèque Nationale, gdje se upoznao s ezoteričnom literaturom, uključujući stare grimorije, alkemijske tekstove, kabalu, okultni tarot te djela Elipahasa Lévija, Paula Christiana, Hoenea Wronskog i drugih autora.
Istodobno, upoznao je brojne suvremene okultiste poput Saint-Yvresa d’Alveydrea, Stanislasa Guaite i Joséphina Péladana. Uzeo je pseudonim Papus i počeo objavljivati brojne radove na temu magije i okultizma.
Tijekom 80-ih godina 19. stoljeća učlanio se u francuski ogranak Teozofskog društva i Hermetično Bratstvo Svjetla, a 1895. primljen je u Hermetički red Zlatne zore. Unatoč brojnim aktivnostima na polju okultizma, uspješno je 1894. stekao doktorat medicine te otvorio praksu u Parizu i Toursu, gdje je osim konvencionalne medicine, prakticirao homeopatiju i druge vidove alternativne medicine.
Godine 1888. izdao je djelo Traité élémentaire d’occultisme u kojima piše o astralnim utjecajima na čovječanstvo i značaju različitih duhovnih tradicija (hinduizam, budizam, judaizam i kršćanstvo), kao i tajnih društava na ljudsku povijest. Godinu dana kasnije objavio je knjigu Le Tarot des bohémiens: le plus ancien livre du monde kojom je promovirao magiju, misticizam i tarot.
Godine 1898. objavio je djelo Traité méthodique de magie pratique, u kojem istražuje mnoge aspekte magije, poput astrologije, talismana i prizivanja duhova, a 1909. godine izdao je još jednu knjigu o proricanju pomoću tarota, Le Tarot divinatoire: clef du tirage des cartes et des sorts.